# Féerie Wood
Féerie Wood, född 26 juli 2015, är en fransk varmblodig travhäst som tränades av Laurent-Claude Abrivard och kördes av sin ägare Alexandre Abrivard.
Féerie Wood började tävla i augusti 2017 och inledde med en fjärdeplats, därefter tog hon två raka segrar. Hon sprang under sin karriär in 531 300 euro på 55 starter, varav 10 segrar, 9 andraplatser och 6 tredjeplatser. Karriärens största seger kom i Europeiskt femåringschampionat (2020).
Féerie Wood segrade även i Prix Ténor de Baune (2020), Prix de Gaillon (2020) och kompå andraplats i Prix Paul-Viel (2018), Prix Jockey (2020) och Prix Marcel Laurent (2020) samt kom på tredjeplats Prix Doynel de Saint-Quentin (2020).
Efter att hon vann Prix Ténor de Baune fick hon därmed en direktplats till 2021 års upplaga av Prix d'Amérique som hon sedermera slutade oplacerad i finalen. Hon har varit med och tävlat mot de bästa i sin årskull där Face Time Bourbon sticker ordentligt ut som tagit alla de större titlarna under åren, hon kom exempelvis på andraplats i Prix Marcel Laurent bakom Face Time Bourbon som vann på topptid.